# Lampa (Peru)

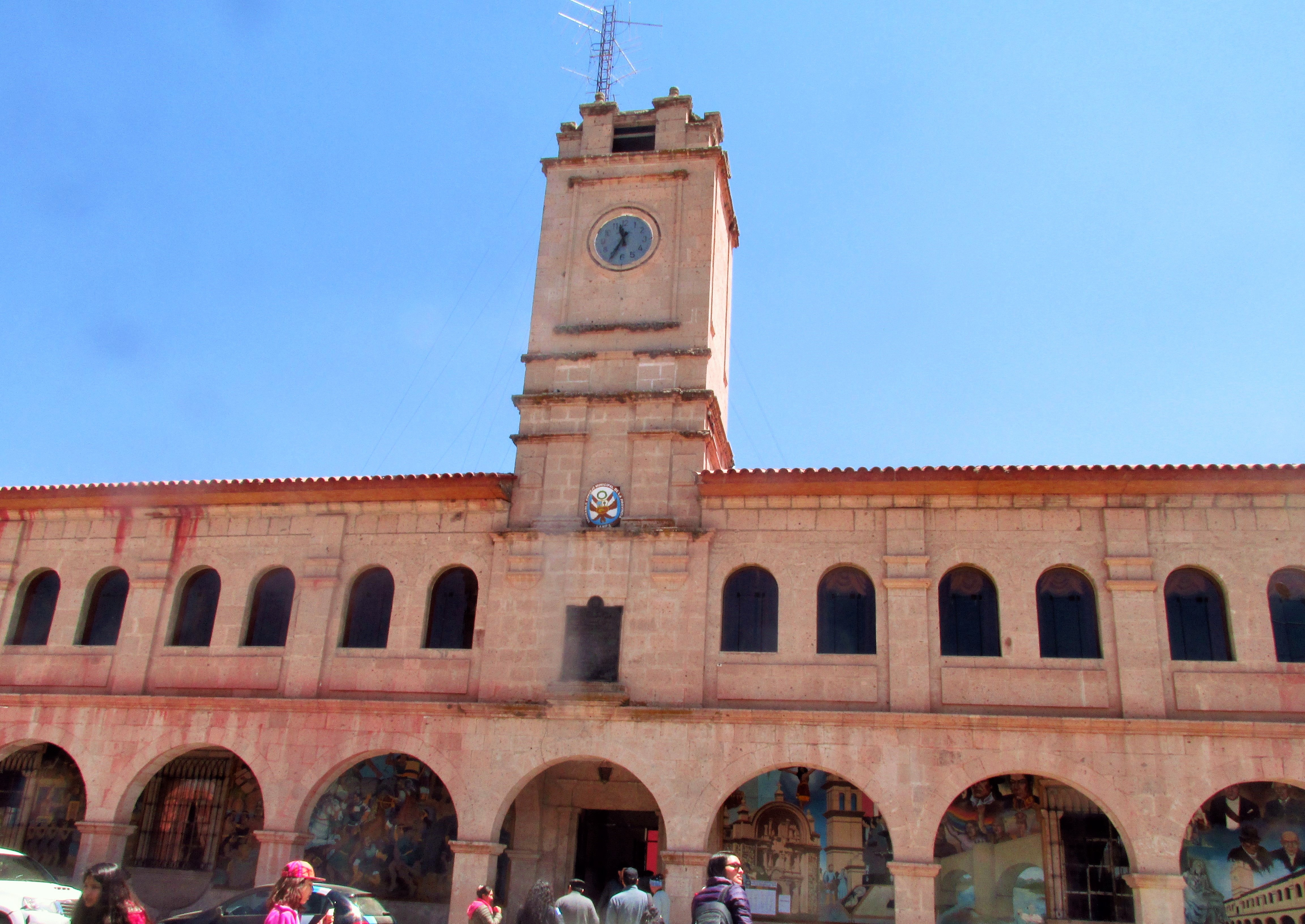
Verwaltungsgebäude in Lampa

Lampa ist die Hauptstadt der Provinz Lampa in der Region Puno in Süd-Peru. Lampa liegt im gleichnamigen Distrikt. Die Stadt hatte beim Zensus 2017 5649 Einwohner. 10 Jahre zuvor lag die Einwohnerzahl bei 4949.

## Geographische Lage
Die Stadt Lampa liegt auf dem Altiplano westlich des Titicacasees auf einer Höhe von 3892 m. Das Westufer des Titicacasees befindet sich in 45 km Entfernung. Der Fluss Río Lampa fließt südwestlich an der Stadt vorbei. Der See Laguna Colorada befindet sich nordöstlich der Stadt. Die Großstadt Juliaca liegt knapp 30 km südöstlich von Lampa.